# Anommatus ramiroi
Anommatus ramiroi é uma espécie de insetos coleópteros polífagos pertencente à família Bothrideridae.
A autoridade científica da espécie é Dajoz, tendo sido descrita no ano de 1969.
Trata-se de uma espécie presente no território português.